# José Luis Encarnação

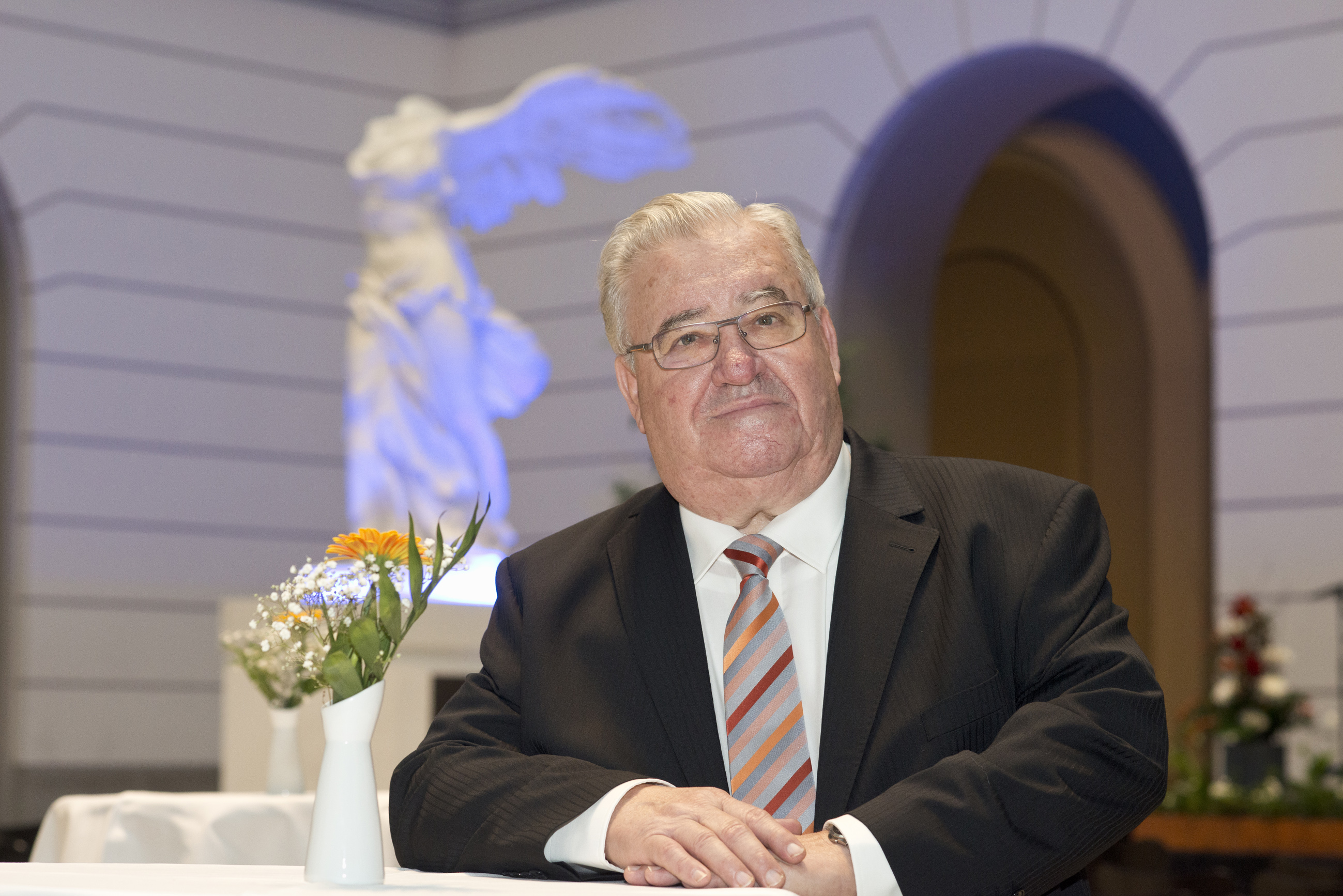
José Luis Encarnaçāo an der TU Berlin im November 2014

José Luis Moreira da Encarnação (* 30. Mai 1941 in São Domingos de Rana bei Cascais, Portugal) ist ein portugiesischer Informatiker und Erfinder des Grafikstandards Graphical Kernel System (GKS). Er hat großen Anteil am Fortschritt der Computergrafik.
Encarnação ist ein Professor Emeritus der Technischen Universität Darmstadt und ist als Technologie- und Innovations-Berater für Regierungen, multinationale Firmen, Forschungsinstitutionen und Stiftungen tätig. Er ist ebenso nachhaltig beteiligt an der Konzeption und der Entwicklung von Forschungsvorhaben und Innovationsstrategien der sozialökonomischen Entwicklung von Schwellenländern. Er ist ein Mitglied des Themennetzwerkes Informations- und Kommunikationstechnologie sowie ICT-bezogener Aktivitäten der Deutschen Akademie der Technikwissenschaften (acatech) und der Berlin-Brandenburgische Akademie der Wissenschaften (BBAW). Er ist ein gewähltes Mitglied der SIGGRAPH-Akademie der Association for Computing Machinery (USA) und gewähltes Ehrenmitglied der portugiesischen Akademie der Wissenschaften von Lissabon (Portugal).

## Leben
José Luis Encarnação, geboren in Portugal, ging zur Schule in die Escola Salesiana do Estoril und ist seit 1959 in der Bundesrepublik Deutschland wohnhaft.
Er ist Dipl.-Ing. und Dr.-Ing. der Elektrotechnik der Technischen Universität Berlin und hat 1970 als Stipendiat der Stiftung Gulbenkian promoviert.

### Akademische Laufbahn
Seine Laufbahn in Computergraphik begann Encarnação 1967 an der Technischen Universität Berlin (TUB). Bevor er nach Darmstadt kam, bekleidete er Forschungs- und akademische Positionen am Heinrich-Hertz-Institut in Berlin (1968–1972) und an der Universität Saarbrücken (1972–1975).
Er war seit 1975 Professor für Informatik an der Technischen Universität Darmstadt und dort Leiter des Fachgebiets Graphisch-Interaktive Systeme (GRIS). Seit 1. Oktober 2009 ist er Professor Emeritus der TU Darmstadt.
1977 führten er und seine Forschungsgruppe das Graphische Kernsystem (GKS) als ersten ISO-Standard für Computergrafik ein (ISO/IEC 7942).
José Luis Encarnação ist Autor bzw. Co-Autor von mehr als 500 Veröffentlichungen und Fachaufsätzen in internationalen rezensierten Zeitschriften und prominenten Fachkonferenzen. Er hat seit 1975 um die 200 Promotionen als Betreuer und/oder erster Referent im In- und Ausland verantwortet; mehr als 900 Studien- und Diplomarbeiten sind in den von ihm geleiteten Einrichtungen durchgeführt und von ihm verantwortet worden. Mehr als 50 seiner Doktoranden sind Professoren an Universitäten und Hochschulen geworden.

### Beruflicher Werdegang
Encarnação war 1987 Gründer, von 1987 bis 2006 Direktor des Fraunhofer-Instituts für Graphische Datenverarbeitung (IGD) in Darmstadt und wurde 2006 als Fraunhofer-Direktor in den Ruhestand versetzt.
Von 1995 bis 2001 war er gewähltes Mitglied des Senates der Fraunhofer-Gesellschaft in München. Von 2002 bis 2006 war er Mitglied des Präsidiums und von Juli 2001 bis Oktober 2006 Vorsitzender der IuK-Gruppe der Fraunhofer-Gesellschaft, die sich aus der Fusion mit der GMD ergeben hatte.
Encarnação war von 2001 bis 2007 Mitglied der EU-Beratergruppe für das 6. und 7. Rahmenprogramm im Bereich der Informationstechnologie (ISTAG), deren Vorsitzender von 2002 bis 2004 und von 2005 bis 2007 stellvertretender Vorsitzender.
März 2017 wurde er Vorsitzender des internationalen Auswahl- und Evaluierungsausschusses, nominiert von der portugiesischen Forschungsstiftung (FCT) für den Aufbau der „Collaborative Laboratories“ (Co-Labs) in Portugal und hatte diese Position inne bis 2023.

### Gründungsaktivitäten
Encarnação war 1980 einer der Gründer von Eurographics, der europäischen Vereinigung für Graphische Datenverarbeitung; von 1980 bis 1984 war er ihr Vorsitzender und von 1985 bis 1991 Vorsitzender des Beirats.
Er gründete zwischen 1975 und 2009 das Fraunhofer-Institut für Graphische Datenverarbeitung (1987), INI-GraphicsNet (1999) und über die Jahre mehr als 15 Spin-offs weltweit (Deutschland, Spanien, Portugal, USA, Singapur). Unter seiner Leitung wurde das INI-GraphicsNet (International Network of Institutions for Advanced Education, Training and R&D in Computer Graphics Technology, Systems and Applications) als Netzwerk aufgebaut, das heute aus juristisch voneinander unabhängigen, aber fachlich miteinander und mit Darmstadt kooperierenden und Technologie-Transfer treibenden Institutionen in Deutschland, Italien, Panama, Portugal, Singapur, Spanien und USA besteht. Nach seiner Emeritierung firmiert dieses Netzwerk unter dem neuen Namen GraphicsMedia.net GmbH.

## Ehrungen und Auszeichnungen
Encarnação ist ein Fellow der Association for Computing Machinery seit 1996, ein Fellow der Eurographics Gesellschaft sowie ein Ehrenmitglied (Honorary Fellow) von Eurographics seit 2006.
2001 wurde Encarnação als ordentliches Mitglied in die Berlin-Brandenburgische Akademie der Wissenschaften (BBAW, vormals Preußische Akademie der Wissenschaften) gewählt, und 2002 wurde er ordentliches Mitglied im Konvent der Technikwissenschaften der Union der deutschen Akademien der Wissenschaften (acatech). 2017 wurde er zum Ehrenmitglied der Gesellschaft für Forschungstransfer (GFFT) gewählt.
Im August 2018 wurde er zum Mitglied der SIGGRAPH-Akademie der Association for Computing Machinery in den USA gewählt.
Am 17. Juni 2025 wurde er zum Ehrenmitglied der portugiesischen Akademie der Wissenschaften von Lissabon gewählt.

### Nationale und Internationale Landesehrungen
Encarnação wurde er mit mehreren Verdienstorden der Bundesrepublik Deutschland (auch: Bundesverdienstkreuz) ausgezeichnet:
- 1983: Bundesverdienstkreuz am Bande
- 1995: Bundesverdienstkreuz 1. Klasse
- 2006: Großes Bundesverdienstkreuz

Das Bundesland Hessen verlieh ihm im Jahr 2000 den Kulturpreis (für Wissenschaft) des Landes Hessen. Vom Land Portugal wurde er im Jahr 2001 mit dem hohen Orden des heiligen Jakob vom Schwert ausgezeichnet.
In Anerkennung seiner Errungenschaften um das Gebiet der Computergraphik etablierte im Jahre 2010 das Eurographics Portuguese Chapter den jährlichen Professor José Luís Encarnação Award für studentische Leistungen in wissenschaftlichen Veröffentlichungen im Bereich der Computergraphik.

### Akademische Berufungen Ehrenhalber
In Anerkennung seiner technischen und wissenschaftlichen Leistungen und Verdienste erhielt Encarnação zahlreiche Berufungen zum Ehrendoktor (Dr. h. c. und Dr. E. h.)
- 1991: Ehrendoktorwürde der Technischen Universität Lissabon, Portugal
- 1996: Ehrendoktorwürde der Universität Rostock
- 2002: Ehrendoktorwürde der Universität Minho, Portugal
- 2008: Ehrendoktorwürde der Technischen Universität Nanyang, Singapur[15]
- 2014: Ehrendoktorat der TU Berlin[16][17]

sowie Berufungen zum Ehrenprofessor
- 1990: Ehrenprofessor Instituto Superior Técnico in Lisbon, Portugal
- 1991: Ehrenprofessor Zhejiang-Universität Hangzhou, Volksrepublik China
- 2001: Ehrenprofessor Landesuniversität von Campinas (UNICAMP), Campinas, Brasilien[18]
- 2002: Ehrensenator der Universität Maribor, Slowenien.

### Auszeichnungen
Für seine beruflichen, technischen und wissenschaftlichen Leistungen sowie für seinen Einfluss auf Forschung und Industrie wurde Encarnação mit zahlreichen internationalen Preisen ausgezeichnet.
- 1989: Karl Heinz Beckurts-Preis[19]
- 1995: Steven-Coons-Award der US-amerikanischen Association for Computing Machinery
- 1997: Konrad-Zuse-Medaille für Verdienste um die Informatik
- 2001: Fraunhofer-Medaille, die höchste Anerkennung der Fraunhofer-Gesellschaft
- 2001: Technologiepreis der Eduard-Rhein-Stiftung
- 2009: Convergators Award for Life Achievement von BiTKOM und FOCUS im Rahmen der CeBIT[20]
- 2012: Goldene Ehrennadel der Universität Rostock[21]
- 2016: Eurographics Gold Medal[22]
- 2017: Ehrenmitglied der Gesellschaft zur Förderung des Forschungstransfers (GFFT)[12]
- 2018: SIGGRAPH-Akademie Auszeichnung in Verbindung mit der Wahl zur Aufnahme als Mitglied in die SIGGRAPH-Akademie der Association for Computing Machinery[23]
- 2022: TU Darmstadt Robert-Piloty-Preis[24] für herausragende wissenschaftliche Leistungen in Bereichen der Datentechnik[25]
- 2025: Ehrenmitglied der portugiesischen Akademie der Wissenschaften von Lissabon.